# Ezra Ames

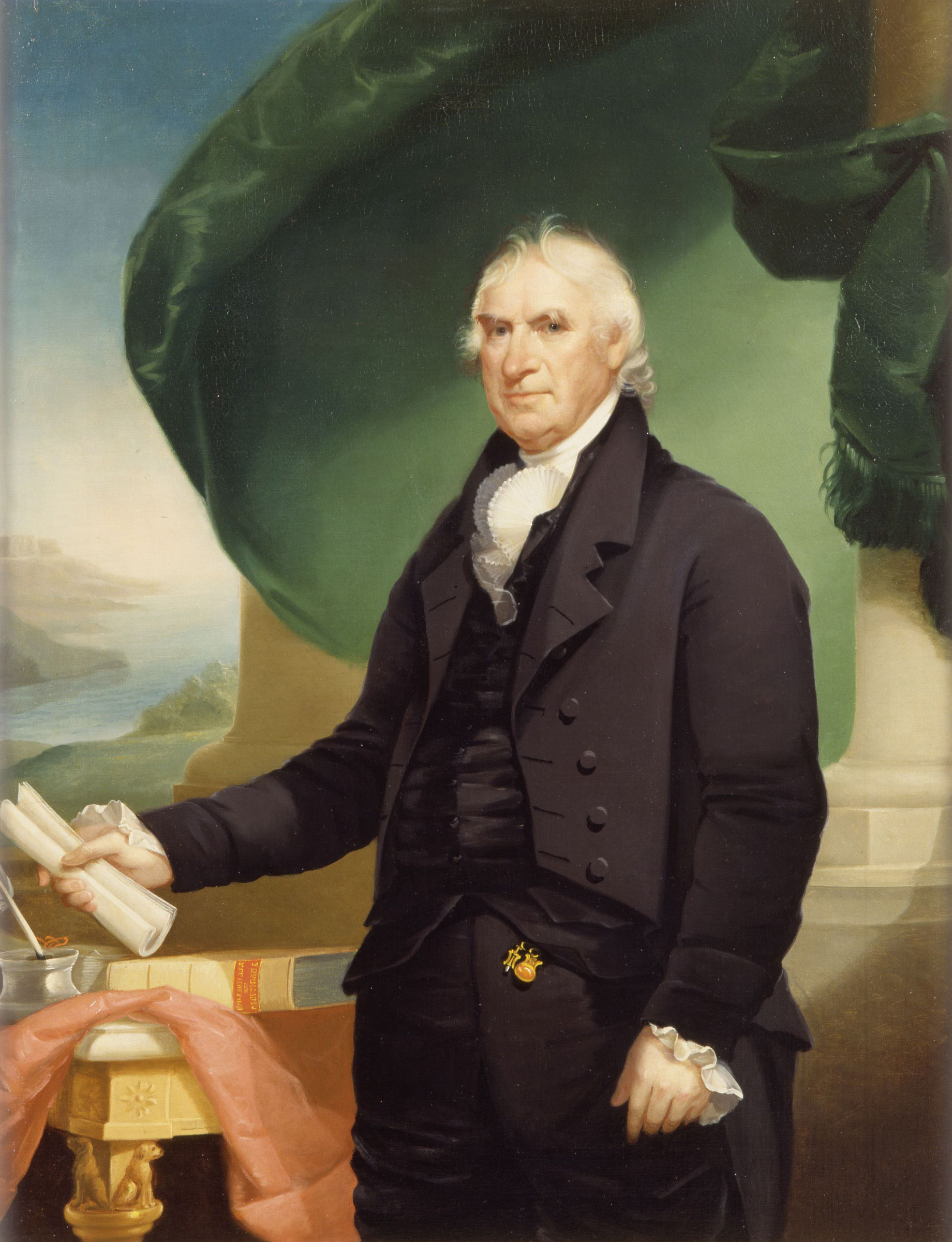
George Clinton auf einem Porträt von Ezra Ames

Ezra Ames (* 1768 in Framingham, Province of Massachusetts Bay; † 1836 in Albany, New York) war ein englisch-amerikanischer Porträtmaler des späten 18. und frühen 19. Jahrhunderts.

## Leben und Werk
Ames wurde als Sohn von Jesse and Bette Bent Ames in Framingham, Massachusetts, geboren. Seine Mutter starb, als er sieben Jahre alt war, sein Vater verheiratete sich neu. Gemeinsam mit seiner Familie zog er nach Staatsburg, New York. Um 1790 arbeitete Ezra Ames als Möbelmaler in Worcester, Massachusetts, und begann mit der Porträtmalerei, spezialisiert auf Miniaturen. 1794 heiratete Ames Zipporah Wood aus Upton, Massachusetts, mit der er 1795 ein erstes Kind bekam. Mit seiner Familie zog er nach Albany, New York, wo er sich als Schild-, Möbel- und Porträtmaler selbstständig machte und niederließ. Er blieb in Albany bis zu seinem Tod 1836 und war dort einer der bekanntesten Porträtmaler seiner Zeit, zudem war er Direktor und nach 1834 gewählter Präsident der Mechanics and Farmers Bank sowie Officer der Albany Masonic Lodge. Nach seinem Tod wurde er auf dem Albany Rural Cemetery begraben.
Bekannt wurde er durch ein Porträt des Gouverneurs und Vizepräsidenten George Clinton im Jahr 1812, das an der Pennsylvania Academy of Fine Arts ausgestellt wurde. In den Folgejahren arbeitete er in Albany und im Westen des Bundesstaats New York, wobei er zahlreiche Politiker und andere prominente Personen aus New York und Albany porträtierte. Insgesamt werden ihm mehr als 500 Porträts zugeschrieben.
Werke (Auswahl)

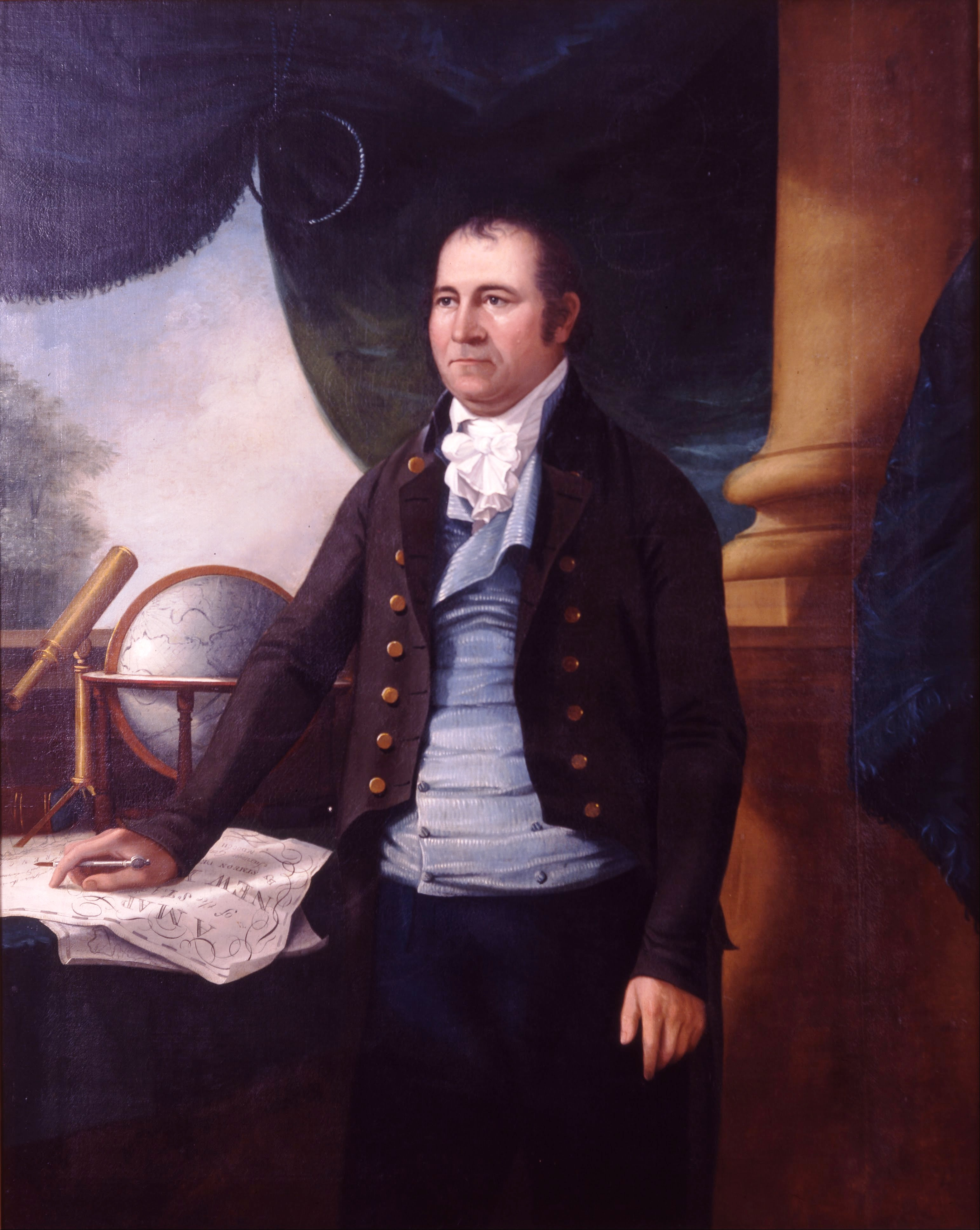
Porträt von Simeon De Witt
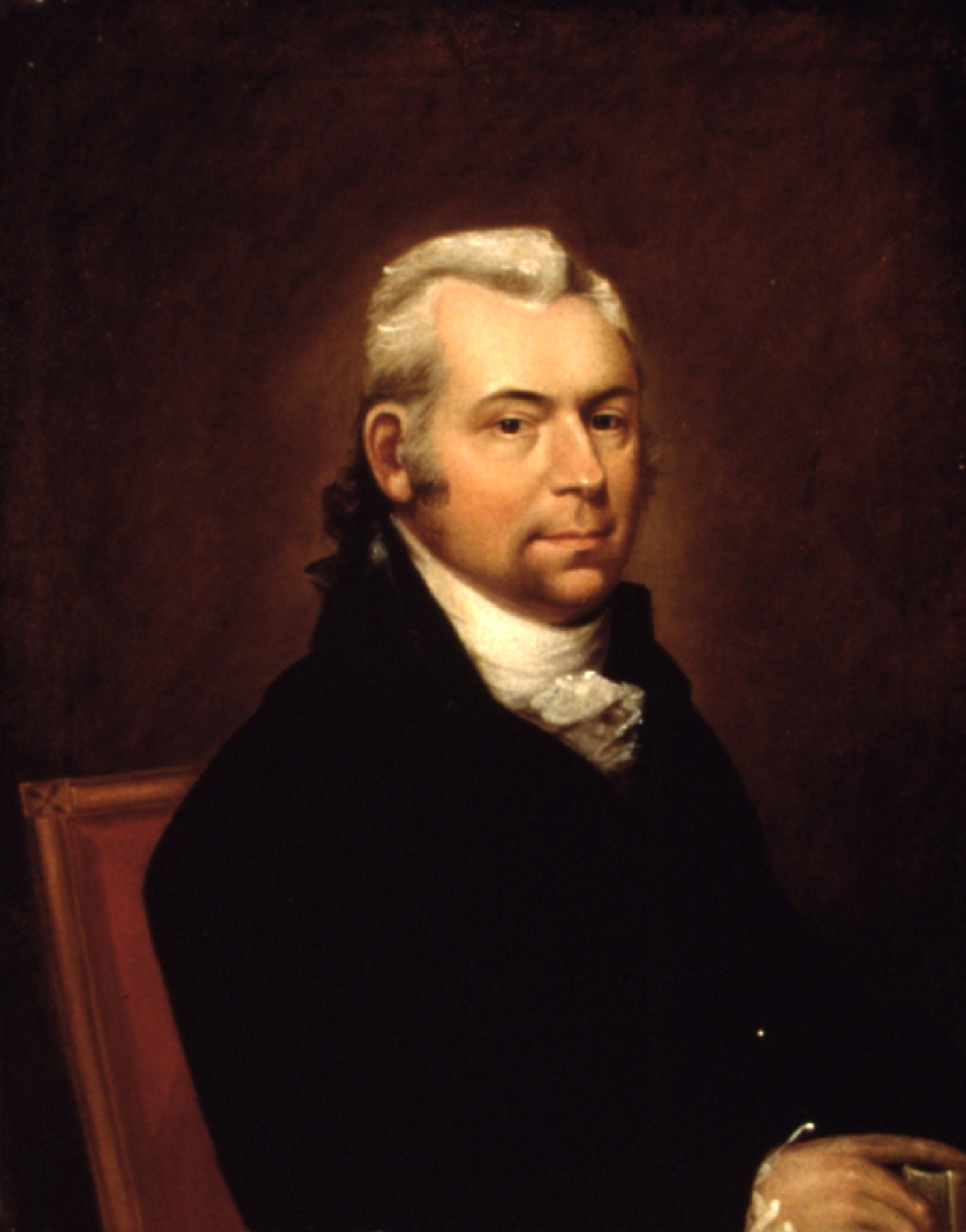
Porträt von Gideon Granger
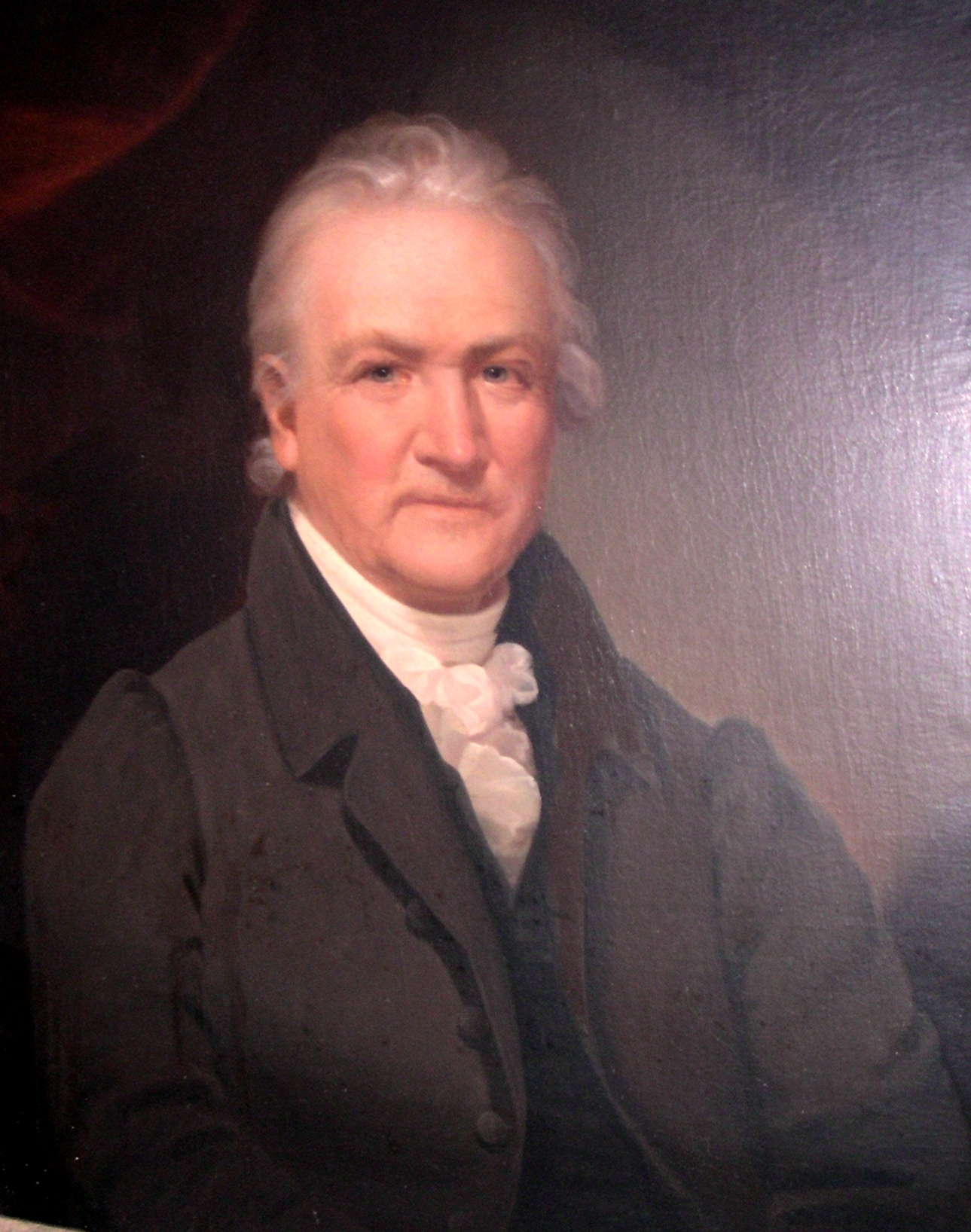
Porträt von Solomon Townsend
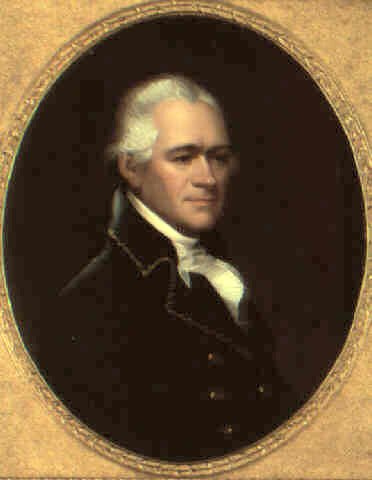
Porträt von Alexander Hamilton
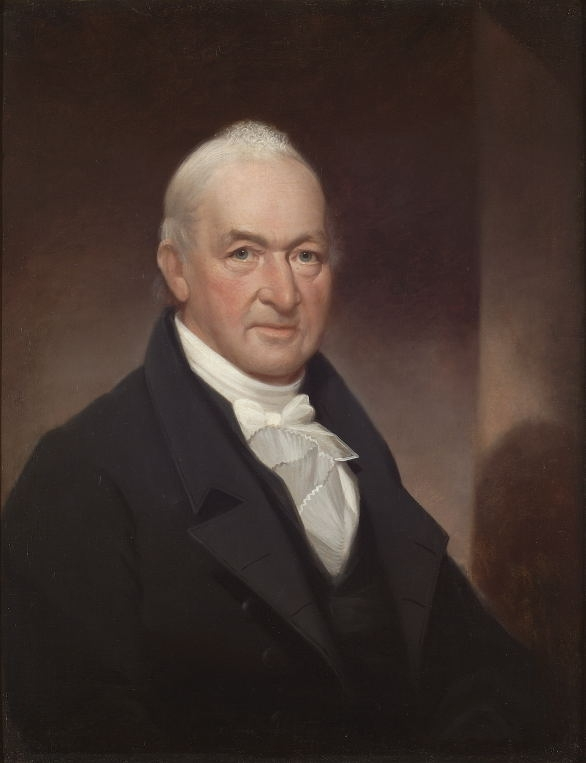
Porträt von Benjamin Tallmadge